# Rendez-vous avec Maurice Chevalier n°1
Série
Rendez-vous avec Maurice Chevalier n°2
Pour plus de détails, voir Fiche technique et Distribution.
Rendez-vous avec Maurice Chevalier n°1 est un court métrage français réalisé par Maurice Régamey en 1957.

## Synopsis
Maurice Chevalier rend visite à plusieurs artistes pour évoquer leur œuvre.

## Fiche technique
- Réalisation : Maurice Régamey
- Production : Jean Jay et Alain Poiré
- Photographie : Willy Faktorovitch et Jean Lehérissey
- Montage : Denise Natot
- Pays :  France
- Format : Noir et blanc - Mono
- Genre : Film musical
- Durée : 27 minutes
- Année de sortie : 1957

## Chansons
- Pour les Amants c'est tous les Jours Dimanche (1947)
  - Musique : Georges van Parys
  - Paroles : René Clair
  - Interprétation : Maurice Chevalier

- Et Bailler et Dormir (1953)
  - Musique : Jeff Davis
  - Paroles : Charles Aznavour
  - Interprétation : Eddie Constantine

- Ah ! Les Femmes (1953)
  - Musique : Jeff Davis
  - Paroles : Pierre Saka
  - Interprétation : Eddie Constantine

- Chapeau de Paille (1954)
  - Musique : Henri Betti
  - Paroles : Albert Willemetz
  - Interprétation : Maurice Chevalier